# Суслеков, Радослав
Радослав Евгениев Суслеков (болг. Радослав Евгениев Суслеков; род. 13 июля 1974, Бургас) — болгарский боксёр, представитель первой полусредней весовой категории. Выступал за сборную Болгарии по боксу на всём протяжении 1990-х годов, бронзовый призёр чемпионата мира, обладатель бронзовой медали чемпионата Европы, победитель и призёр многих турниров международного значения, участник летних Олимпийских игр в Атланте.

## Биография
Радослав Суслеков родился 13 июля 1974 года в городе Бургас, Болгария. Проходил подготовку в местном боксёрском клубе «Строитель».
Дебютировал на международной арене в сезоне 1992 года, выступив на чемпионате Европы среди юниоров в Эдинбурге и на чемпионате мира среди юниоров в Монреале.
В 1993 году вошёл в основной состав болгарской национальной сборной и побывал на взрослом чемпионате Европы в Бурсе.
Первого серьёзного успеха на взрослом международном уровне добился в сезоне 1995 года, завоевав бронзовую награду на мировом первенстве в Берлине — на стадии полуфиналов первого полусреднего веса был остановлен титулованным кубинцем Эктором Винентом.
В 1996 году стал бронзовым призёром европейского первенства в Вайле, уступив в полуфинале турку Нурхану Сулейманоглу. Благодаря череде удачных выступлений удостоился права защищать честь страны на летних Олимпийских играх в Атланте, однако потерпел поражение уже в стартовом поединке категории до 63,5 кг и сразу же выбыл из борьбы за медали.
После Олимпиады Суслеков остался в составе боксёрской команды Болгарии и продолжил принимать участие в крупнейших международных турнирах. Так, в 1997 году он выступил на Кубке Акрополиса в Афинах и на чемпионате мира в Будапеште.
В 1998 году одержал победу на домашнем международном турнире «Странджа» в Софии, выиграв в финале у белоруса Сергея Быковского.
Боксировал на международном турнире «Таммер» 1999 года в Тампере.